# Elizabeth Smart
Elizabeth Ann Gilmour (nascida Smart; 3 de novembro de 1987) é uma ativista norte-americana e comentarista da ABC News. Ela ganhou atenção nacional aos 14 anos, quando foi sequestrada de sua casa em Salt Lake City por Brian David Mitchell. Mitchell e sua esposa, Wanda Barzee, mantiveram Smart em cativeiro por nove meses até que ela foi resgatada por policiais em Sandy, Utah.

## Biografia
Elizabeth Ann Smart nasceu em 3 de novembro de 1987, em Salt Lake City, Utah, filha de Edward "Ed" e Lois Smart. Ela possui quatro irmãos e uma irmã; ela é a segunda filha mais velha. Sua família fazia parte da Igreja de Jesus Cristo dos Santos dos Últimos Dias. Smart frequentou a Bryant Middle School e a East High School. Mais tarde, ela se matriculou na Universidade Brigham Young, onde obteve seu bacharelado em música.

### Sequestro
Em 5 de junho de 2002, aos 14 anos, Smart foi sequestrada em seu quarto. Nos nove meses seguintes, Smart foi estuprada diariamente, amarrada e ameaçada de morte se tentasse escapar. Ela foi resgatada por policiais em 12 de março de 2003, em Sandy, Utah, 18 mi (29 km) de sua casa. Duas testemunhas reconheceram os sequestradores Brian David Mitchell e Wanda Ileen Barzee.
Em 16 de novembro de 2009, Barzee se declarou culpado de ajudar no sequestro de Elizabeth. Em 19 de maio de 2010, o juiz federal Dale A. Kimball condenou Barzee a 15 anos de prisão. Como parte de um acordo entre a defesa e os promotores, sua pena foi reduzida sete anos. O tribunal considerou Mitchell competente para ser julgado por acusações de sequestro e agressão sexual. Ele foi considerado culpado em ambas as acusações e sentenciado em maio de 2011 a duas penas de prisão perpétua em uma prisão federal.

### Ativismo

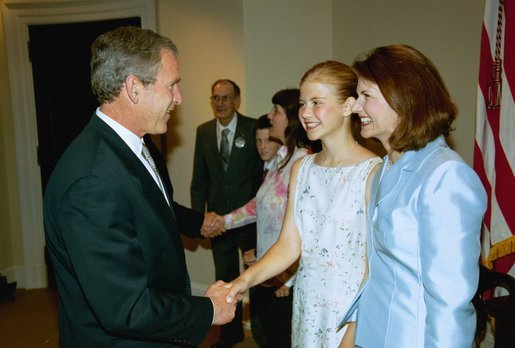
Elizabeth (centro) e sua mãe Lois se encontram com o presidente George W. Bush

Em 8 de março de 2006, Smart foi ao Congresso dos Estados Unidos para apoiar a legislação sobre predadores sexuais e o sistema de alerta AMBER. Em 26 de julho, ela falou após a assinatura da Lei Adam Walsh. Em maio de 2008, ela viajou para Washington, DC, onde ajudou a apresentar um livro, You're Not Alone, publicado pelo Departamento de Justiça dos Estados Unidos. Continha histórias dela e de outros quatro jovens adultos. Em 2009, Smart comentou sobre o sequestro de Jaycee Lee Dugard, enfatizando que remoer o passado é improdutivo.
Em 27 de outubro de 2009, Smart falou na Conferência de Mulheres na Califórnia, organizada por Maria Shriver, sobre como superar obstáculos na vida. Em 2011, Smart fundou a Elizabeth Smart Foundation, que visa acabar com a vitimização e a agressão sexual por meio da prevenção, recuperação e defesa. Em março do mesmo ano, ela foi uma das quatro mulheres premiadas com o Prêmio Diane von Furstenberg. Em 7 de julho, a ABC News anunciou que Smart trabalharia como comentarista, principalmente com foco em pessoas desaparecidas.
Em julho de 2012, a Theta Phi Alpha homenageou Smart com a Medalha de Siena. A medalha é a maior honra que a organização concede a um não-membro. Deram-lhe o nome de sua padroeira, Santa Catarina de Siena. Em 1 de maio de 2013, em um discurso em uma conferência sobre tráfico de pessoas na Universidade Johns Hopkins, Smart discutiu a necessidade de enfatizar a autoestima individual e a importância de dissipar mitos culturais em torno da perda de valor das meninas no contato sexual. Tendo sido estuprada por seu sequestrador, ela lembrou o impacto destrutivo de comentários. Muitos afirmam que uma garota sexualmente ativa é como um chiclete mastigado. "Eu pensei, 'Oh, meu Deus, eu sou aquele chiclete mastigado, ninguém masca novamente um chiclete, você joga fora.' E assim é fácil sentir que você não tem mais valor", disse Smart. Ela pediu que os ouvintes eduquem as crianças sobre a autoestima, evitando se verem como vítimas.
Em fevereiro de 2014, Smart testemunhou perante a Câmara dos Deputados do estado de Utah em favor do HB 286. O projeto criaria um currículo opcional para uso nas escolas de Utah para fornecer treinamento sobre prevenção de abuso sexual infantil. No início de 2015, a ONG Faith Counts apresentou Smart em um vídeo no qual ela explica como sua religião lhe ajudou a se curar. Em setembro de 2016, Smart tornou-se correspondente do programa Crime Watch Daily. Vários políticos estaduais propuseram projetos de lei que exigiriam que todos os computadores tivessem um filtro para pornografia, chamando-o de "Lei Elizabeth Smart". No entanto, em março de 2018, seu porta-voz negou sua relação com a proposta. Seu advogado enviou uma carta de cessação e desistência aos políticos, onde foram ordenados a não usar seu nome.
Em 5 de junho de 2017, 15 anos após seu sequestro, a Lifetime exibiu o filme I Am Elizabeth Smart, narrado e produzido por Smart, que conta a história de seu sequestro de sua perspectiva. O filme estrelou Alana Boden como Elizabeth Smart, Skeet Ulrich como Brian David Mitchell, Deirdre Lovejoy como Wanda Ileen Barzee, George Newbern como Ed Smart e Anne Openshaw como Lois Smart. Em 2018, Smart publicou Where There's Hope: Healing, Moving Forward, and Never Giving Up pela St. Martin's Press.
Em 2021, Smart competiu no The Masked Dancer. Ela foi eliminada durante o terceiro episódio da série, ficando em oitavo lugar na competição.
Seu sequestro e resgate foram amplamente divulgados e tornaram-se tema de filmes e livros. Em outubro de 2013, My Story, um livro de memórias, co-escrito com Chris Stewart, foi publicado pela St. Martin's Press. O livro detalha o sequestro de Smart e a formação da Elizabeth Smart Foundation, que trabalha para promover a conscientização sobre sequestros.
Em 2022, Elizabeth foi produtora executiva do filme Stolen By Their Father, que falava sobre os planos de Lizbeth Meredith de recuperar suas filhas depois de serem mantidas na Grécia pelo seu ex-marido.

## Vida pessoal
Em 11 de novembro de 2009, Smart deixou Salt Lake City para servir como missionário da Igreja de Jesus Cristo dos Santos dos Últimos Dias em Paris. Smart retornou temporariamente de sua missão em novembro de 2010 para servir como testemunha no julgamento de Brian David Mitchell. Após o julgamento, ela retornou à França para terminar sua missão, voltando para Utah no início de 2011.
Enquanto servia como missionária em Paris, Smart conheceu o escocês Matthew Gilmour. Em janeiro de 2012, após um namoro de um ano, ficaram noivos. Eles se casaram em 18 de fevereiro de 2012, em uma cerimônia privada no Templo de Laie, Havaí. Desde então, Elizabeth teve três filhos: Chloé (fevereiro de 2015), James (abril de 2017) e Olivia (novembro de 2018).
Em 2019, enquanto viajava para Utah a bordo de um voo da Delta Airlines, Smart foi acordada pelo passageiro ao lado dela esfregando sua parte interna da coxa. Ela relatou o caso e iniciou um programa de defesa pessoal para mulheres e meninas chamado Smart Defense.